# Конституция Литовской ССР 1978 года
Конституция Литовской Советской Социалистической Республики (лит. Lietuvos TSR Konstitucija) была принята 20 апреля 1978 года на внеочередной девятой сессии Верховного Совета Литовской ССР девятого созыва. 11 марта 1990 года Верховный Совет Литовской Республики принял закон о восстановлении действия Конституции Литвы 1938 года, согласно которому Конституции СССР и Литовской ССР прекратили действовать на территории Литвы.

## Структура
Конституция содержала 10 разделов, 18 глав и 172 статьи:
- I. Основы общественного строя и политики Литовской ССР (статьи 1—30)

- Глава 1. Политическая система (статьи 1—9)
- Глава 2. Экономическая система (статьи 10—18)
- Глава 3. Социальное развитие и культура (статьи 19—27)
- Глава 4. Внешнеполитическая деятельность и защита социалистического Отечества (статьи 28—30)

- II. Государство и личность (статьи 31—67)

- Глава 5. Гражданство Литовской ССР. Равноправие граждан (статьи 31—36)
- Глава 6. Основные права, свободы и обязанности граждан Литовской ССР (статьи 37—67)

- III. Национально-государственное и административно-территориальное устройство Литовской ССР (статьи 68—77)

- Глава 7. Литовской ССР — союзная республика в составе СССР (статьи 68—77)

- IV. Советы народных депутатов Литовской ССР и порядок их избрания (статьи 78—96)

- Глава 8. Система и принципы деятельности Советов народных депутатов (статьи 78—83)
- Глава 9. Избирательная система (статьи 84—91)
- Глава 10. Народный депутат (статьи 92—96)

- V. Высшие органы государственной власти и управления Литовской ССР (статьи 97—123)

- Глава 11. Верховный Совет Литовской ССР (статьи 97—114)
- Глава 12. Совет Министров Литовской ССР (статьи 115—123)

- VI. Местные органы государственной власти и управления в Литовской ССР (статьи 124—138)

- Глава 13. Местные Советы народных депутатов (статьи 124—131)
- Глава 14. Исполнительные комитеты местных Советов народных депутатов (статьи 132—138)

- VII. Государственный план экономического и социального развития Литовской ССР и государственный бюджет Литовской ССР (статьи 139—148)

- Глава 15. Государственный план экономического и социального развития Литовской ССР (статьи 139—144)
- Глава 16. Государственный бюджет Литовской ССР (статьи 145—148)

- VIII. Правосудие, арбитраж и прокурорский надзор (статьи 149—166)

- Глава 17. Суд и арбитраж (статьи 149—161)
- Глава 18. Прокуратура (статьи 162—166)

- IX. Герб, флаг, гимн и столица Литовской ССР (статьи 167—170)
- X. Действие конституции Литовской ССР и порядок её изменения (статьи 171—172).

## Поправки
Существенные изменения в Конституцию были внесены в конце 1980-х. 18 ноября 1988 года флагом Литовской ССР стал жёлто-зелёный-красный триколор.